# Chiesa di San Biagio (Parma, Coloreto)
La chiesa di San Biagio è un luogo di culto cattolico dalle forme neoclassiche, situato in via Budellungo 100 a Coloreto, frazione di Parma, in provincia e diocesi di Parma; è sede di una parrocchia compresa nella zona pastorale della città.

## Storia
Il luogo di culto originario fu costruito in epoca medievale; la più antica testimonianza della sua esistenza risale al 1182, quando la cappella fu menzionata in un atto di donazione di un terreno posto nelle sue vicinanze.
La chiesa, all'epoca dedicata a san Desiderio, fu citata anche in una pergamena del 1202.
L'Ecclesie Sancti Desiderii de Coloreto fu menzionata nel 1230 nel Capitulum seu Rotulus Decimarum della diocesi di Parma, tra le cappelle appartenenti al Capitolo della Cattedrale di Parma, pur trovandosi all'interno del territorio dipendente dalla pieve di San Prospero.
In seguito il luogo di culto fu reintitolato a san Biagio, come testimoniato dal Regesto antico del 1493; in tale occasione l'edificio fu probabilmente ristrutturato o ricostruito.
Nel 1564 la chiesa fu elevata a sede di parrocchia autonoma, ma solo nel 1860 fu dotata del fonte battesimale.
Nel 1947 il luogo di culto fu profondamente ristrutturato, edificando la cappella di Lourdes, decorando gli interni e intonacando i prospetti laterali.
Nel 2014 l'adiacente canonica fu sottoposta a lavori di consolidamento e restauro.

## Descrizione

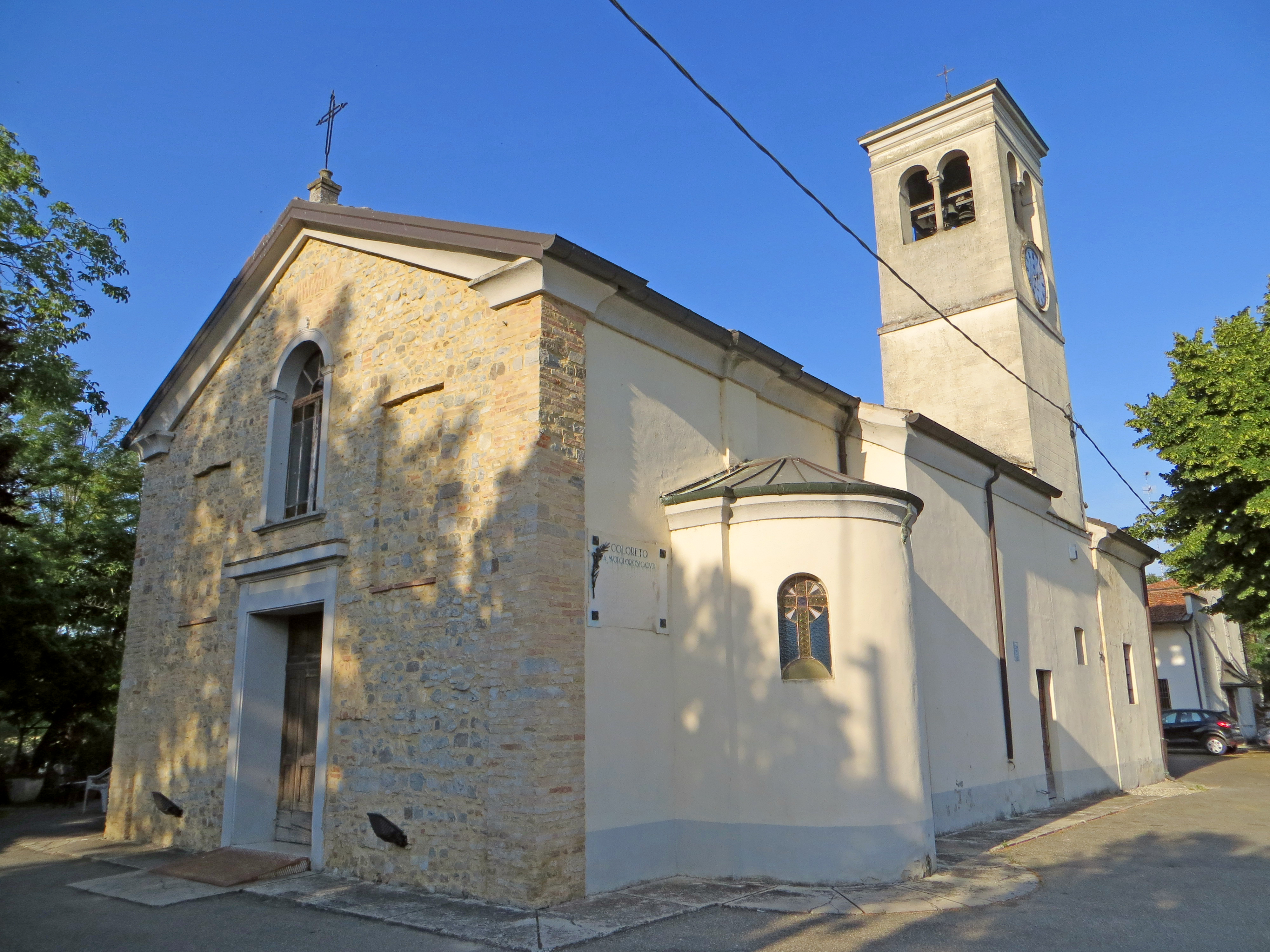
Facciata e lato sud

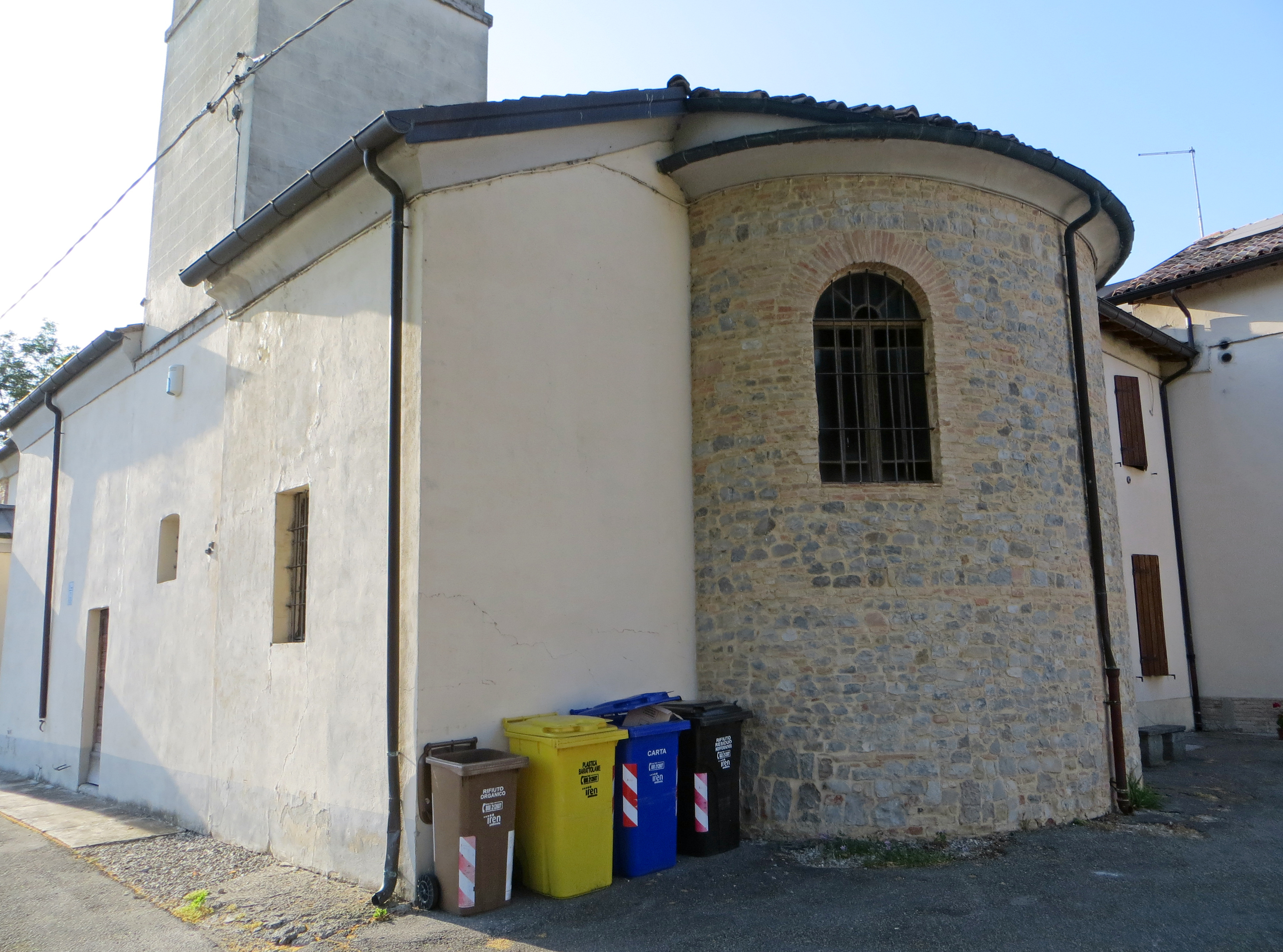
Abside

La chiesa si sviluppa su una pianta a navata unica affiancata da una cappella e un'ampia nicchia per lato, con ingresso a ovest e presbiterio absidato a est.
La simmetrica facciata a capanna, rivestita in sassi di fiume, è caratterizzata dalla presenza dell'ampio portale d'ingresso centrale, inquadrato da una cornice in pietra e sormontato da un architrave in aggetto; ai lati si trovano due specchiature rettangolari, mentre in sommità si apre nel mezzo una finestra ad arco a tutto sesto, delimitata da due piedritti coronati da capitelli dorici e da un archivolto; alle estremità si elevano due lesene con capitelli dorici, mentre a coronamento si allunga lungo gli spioventi del tetto un cornicione modanato in rilievo.
Dai fianchi intonacati aggettano i volumi delle cappelle a base rettangolare e delle nicchie a pianta semicircolare; al termine del lato destro si eleva su tre ordini il campanile; la cella campanaria si affaccia sulle quattro fronti attraverso grandi bifore ad arco a tutto sesto, con colonnine centrali coronate da capitelli dorici; a coronamento si eleva una bassa guglia piramidale.
Sul retro si allunga l'abside in sasso, illuminata da due monofore laterali ad arco a tutto sesto.
All'interno la navata, coperta da una volta a botte decorata con affreschi, è affiancata dalle arcate a tutto sesto delle cappelle e delle ampie nicchie absidate.
Il presbiterio, lievemente sopraelevato, è preceduto dall'arco trionfale a sesto ribassato, ai cui lati si aprono due nicchie ad arco a tutto sesto contenenti statue di santi; l'ambiente, chiuso superiormente da una volta a botte dipinta, accoglie l'altare maggiore in marmo; sul fondo l'abside, coperta dal catino a spicchi affrescato, accoglie, tra due finestre laterali, la pala settecentesca raffigurante San Biagio con putti.
La chiesa conserva alcune opere di pregio, tra cui un gruppo scultoreo in terracotta dipinta riproducente il Compianto sul Cristo morto, risalente agli inizi del XIX secolo, una piccola statua ottocentesca in terracotta raffigurante l'Addolorata, un olio settecentesco ritraente la Maddalena con un angelo, attribuita a Clemente Ruta, una tela rappresentante i Santi Caterina da Siena, Rocco e Mauro, eseguita forse da Giuseppe Martini agli inizi del XIX secolo, un pastello tardo-settecentesco ritraente la Maddalena, un turibolo settecentesco e due pianete risalenti al XVIII e XIX secolo.